# 마산항역
마산항역(馬山港驛)은 경상남도 창원시 마산합포구 월포동에 있는 마산항제1부두선의 종착역이다. 화물 수송역이며, 과거에는 각종 수입의 대문 역할을 했으나, 현재는 철도 노선이 노후화되어 그 기능을 상실하였다.

## 연혁
- 1905년 10월 21일 : 마산선 삼랑진~마산포구간 개통에 따라 마산포역(馬山浦驛)으로 영업 개시[1][2]
- 일자 불명 : 마산항역으로 역명 변경
- 2012년 1월 26일 : 폐역